# An Erminig
An Erminig ist eine deutsche Gruppe der Bretonischen Musik. An Erminig bedeutet Hermelin, ein heraldisches Symbol der Flagge der Bretagne.

## Geschichte
Die Gruppe wurde 1975 von Barbara Gerdes, Andreas und Hans-Martin Derow in Bonn gegründet. Kurz darauf geschah der Umzug in die Großregion Saar-Lor-Lux. 1983 erschien das Debütalbum Breizh beim Label der Gruppe Espe und regelmäßige Konzertreisen begannen. Die nächsten Alben wurden beim Label Leico veröffentlicht.
Die Gruppe trat auf zahlreichen Folkfestivals wie dem Rudolstadt-Festival auf und ist bekannt für ihre Tanzfeste im Stile des Fest-noz.

## Diskografie
- 1983: Breizh
- 1989: Trouz
- 1998: Tennadeg
- 2009: Gourlen
- 2019: Plomadeg